# Pavle Jurišić Šturm

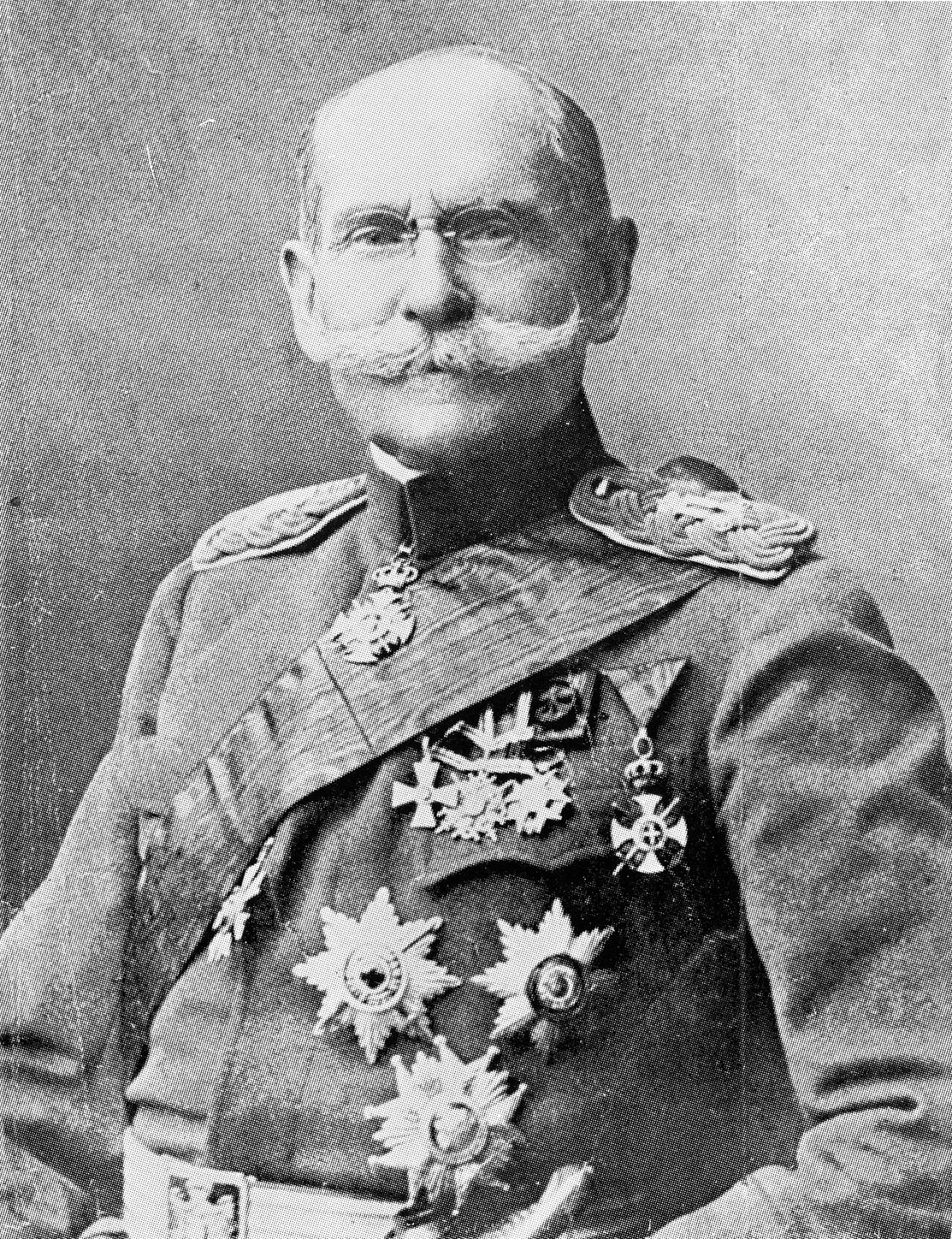
Pavle Jurišić Šturm / Paulus Sturm

Pavle Jurišić Šturm (eigentlich Paulus Eugen Sturm; * 22. August 1848 in Görlitz, Königreich Preußen; † 14. Januar 1922 in Belgrad, Königreich der Serben, Kroaten und Slowenen) war deutsch-serbischer Offizier. Er war Generalfeldmarschall im Königreich Serbien während der Balkankriege von 1912 und 1913 und im Ersten Weltkrieg.

## Frühe Jahre
Paulus Sturm wurde am 22. August 1848 in Görlitz geboren. Er beendete die Militärakademie in Breslau und wurde Offizier in der preußischen Armee. Im Deutsch-Französischen Krieg von 1870 bis 1871 nahm er als Feldwebel teil.
Nach dem Deutsch-Französischen Krieg folgte er einem Ruf der serbischen Militärakademie und wurde zum dortigen Professor bestellt. In Serbien heiratete er Savka geb. Piroćanac, die Schwester von Milan Piroćanac, eines serbischen Politikers und Anwaltes der Königin Natalie, und transkribierte seinen Namen von Paulus auf Pavle; seinem Nachnamen fügte er die serbische Entsprechung Jurišić hinzu (Sturm im Sinne eines Angriffes wäre zu serbisch juriš).

## In der serbischen Armee
Mit dem Ausbruch des Serbisch-Osmanischen Krieges von 1876 bis 1878 meldete sich Šturm freiwillig zur serbischen Armee und bekleidete zunächst den Rang eines Leutnants. Im Ersten Serbisch-Osmanischen Krieg 1876 zeichnete er sich als Kommandeur des Šabacer Bataillons aus und wurde zum Hauptmann ernannt. Im Zweiten Serbisch-Osmanischen Krieg 1877–1878 kommandierte er das 1. Freiwilligenregiment, danach das Krajiner Regiment bei Bela Palanka und Pirot.
Im Serbisch-Bulgarischen Krieg von 1885 kommandierte Šturm das 6. Regiment der Drina-Division. In den Balkankriegen von 1912 und 1913 war er General der Drina-Division, die sich vor allem in der Schlacht bei Kumanovo auszeichnete.
Den Ausbruch des Ersten Weltkriegs erlebte Šturm als Oberbefehlshaber der 3. Armee. Unter seinem Kommando befand sich u. a. auch Dragutin Dimitrijević als Oberst der 2. Drina-Division. Šturms 3. Armee widersetzte sich der österreich-ungarischen Offensive unter Oskar Potiorek, was der 2. Armee unter Stepa Stepanović die Umstrukturierung und letztlich beiden Armeen den Sieg in der Schlacht von Cer am 20. August 1914 ermöglichte. Als Oberbefehlshaber der 3. Armee nahm Šturm an den Operationen der serbischen Streitkräfte im Herbst 1914 teil, die zur Folge den zweiten serbischen Sieg über österreich-ungarische Streitkräfte in der Schlacht an der Kolubara am 15. Dezember 1914 hatte.
Im Herbst 1915 konnte die 3. Armee erfolgreich die Offensive der deutschen 11. Armee unter August von Mackensen aufhalten, musste sich aber letztendlich mit dem Rest der serbischen Streitkräften zuerst auf Korfu und dann nach Thessaloniki zurückziehen, wo die Salonikifront aufgebaut wurde.
Die 3. Armee unter Šturm schlug an der Salonikifront die bulgarische Armee bei Vardar und bei Bitola, was u. a. zur bulgarischen Kapitulation 1918 führte. Das darauffolgende rasche Abziehen der österreich-ungarischen und deutschen Streitkräfte aus Serbien erweckten bei der Bevölkerung über Šturm den Eindruck, als würde dieser wie ein „Sturm“ über die feindlichen Armeen jagen, womit sein Name beinahe legendäre Züge bekam.

## Nach der Armee
Nach dem Ende des Ersten Weltkrieges ging Pavle Jurišić Šturm im Jahre 1921 in Pension. Er starb am 14. Januar 1922 in Belgrad.
Mit seiner Frau Savka hatte er einen Sohn, dem er als Namen seinen eigenen gab. Pavle Jurišić Šturm Jr. diente im Ersten Weltkrieg als Major in der serbischen Armee. 1941, mit dem Überfall des Hitler-Regimes auf Jugoslawien, schloss sich Šturm Jr. der so genannten Jugoslawischen Armee im Vaterland von Dragoljub Mihailović an, wurde aber von der Gestapo gefasst und erschossen.